# Ledčice
Ledčice település Csehországban, a Mělníki járásban. Ledčice Nová Ves, Vraňany, Mnetěš, Černouček, Chržín, Sazená és Jeviněves településekkel határos. Lakosainak száma 716 fő (2024. január 1.).

## Népesség
A település lakosságának változását az alábbi diagram mutatja:
| Lakosok száma | 826  | 959  | 1008 | 673  | 566  | 598  | 629  | 641  | 675  | 716  |
|               | 1869 | 1900 | 1921 | 1961 | 1980 | 2011 | 2016 | 2019 | 2021 | 2024 |